# Reggae rock
El reggae rock es un género musical que fusiona el reggae con rock and roll.

## Historia
En la escena musical de fines de los años '50 de Inglaterra, las canciones del R&B estadounidense influyeron para el nacimiento del ska, por lo que ya desde un principio había cierto parentesco con el rock, el cual también había surgido tomando al R&B entre sus diversas influencias. Otro parentesco con el rock se daba instrumentalmente, ya que el ska nació tomando el ritmo shuffle del swing jazz, un ritmo que influenció varios géneros: el jazz «Ain't Nobody Here but Us Chickens» de Louis Jordan (1946) usa el mismo shuffle que el blues «Love Don't Love Nobody» de Roy Brown (1950), el rock «Flip, Flop and Fly» de Big Joe Turner (1955), el pop «My Boy Lollipop» de Barbie Gaye (1956), el country «Hello Walls» de Faron Young (1961), el soul «Heat Wave» de Martha Reeves and the Vandellas (1963) y el ska «King of Kings» de Jimmy Cliff (1964). En 1962 sucedió la Independencia de Jamaica, evento que le dio un fuerte empujón al ska. Ayudado por los vacíos legales en Jamaica, el ska también ganó fuerza haciendo covers de ska de las bandas sonoras de las películas que eran éxitos de taquilla. En 1964 el ska comenzó a tener visibilidad en el público internacional: en la Feria Mundial de Nueva York de 1964 tocaron los músicos de ska Byron Lee & the Dragonaires, Prince Buster, Eric "Monty" Morris, y Jimmy Cliff; además ese año el ska tuvo su primer éxito mundial: la versión de «My Boy Lollipop» cantado por la adolescente inglesa Millie Small. A mediados de los años '60, influenciado por las tendencias musicales contemporáneas (el rock y el pop estaban aminorando su ritmo y dándole más protagonismo a la melodía), el ska ralentizó su tempo y nació el rocksteady, importante precursor para el nacimiento del reggae a fines de los '60. A fines de los años '60 el reggae era uno de los géneros más vibrantes en Reino Unido, y hasta había sido instrumental en el nacimiento de la tribu urbana de los skinheads. En dicha época tenían auge los ideales de la contracultura y el movimiento hippie, tendencias que también influyeron en el reggae para acercarlo a la canción de protesta, con inclusión de mensajes acerca de la lucha contra todo imperialismo, colonialismo, discriminación y racismo. 
Así fue como el cantante 
Inglés Jimmy Cliff, con papel protagónico en el film The Harder They Come (1972), fue introducido a una audiencia global.
El mensaje contestatario del reggae pronto encontró simpatía en los artistas de rock. Ente 1972 y 1973 se dieron los primeros tanteos tímidos entre ambos géneros: «C Moon» de Wings, «Mother and Child Reunion» de Paul Simon y «D'yer Mak'er» de Led Zeppelin; los cuales no causaron mayor impacto en la época y fueron vistas como meras curiosidades o incursiones experimentales. La idea de fusionar reggae con rock comenzó a tomar vuelo en 1974 con la versión de Eric Clapton de «I Shot the Sheriff», algo que avanzó en 1976 con los Rolling Stones y su «Hey Negrita».
A partir de 1977 con la explosión del punk y la consecuente estela de influencias que dejó en géneros como la new wave y el post-punk, la fusión entre reggae y rock se consolidó con una escena propia. Fue así que a fines de los años '70 surgieron fenómenos como el two-tone que le daba al ska la simplicidad y agresividad del punk; incursiones de músicos de un género hacia el otro, como por ejemplo Bob Marley con su «Punky Reggae Party» y The Clash con su «White Man In Hammersmith Palais»; y el auge de bandas como The Police, The Clash, Madness y The Specials que protagonizaron la escena global de fines de los '70 y principios de los años '80 con su sonido que fusionaba ritmos jamaiquinos con el rock. Curiosamente, fue recién entonces cuando el reggae comenzó a tener popularidad en Estados Unidos, ya que, a pesar de la mayor cercanía geográfica entre el país norteamericano con Reino Unido y no fue hasta que el género consiguió apoyo de las bandas y solistas británicos de rock que el público estadounidense comenzó a prestarle atención al género jamaiquino. Durante los años '80, el reggae tomó el sonido prolijo característico de la década, con bandas como UB40 reflejando esa tendencia.
Hacia fines de los '80, paralelo al preludio de la explosión del rock alternativo, comenzó a haber bandas que fusionaban reggae y rock dentro de un mensaje alternativo y un sonido más salvaje; así fue como surgieron bandas como Sublime, No Doubt, Massive Attack y Soul to Soul, que al igual que el rock alternativo ganarían prominencia en los años 1990.
Las bandas que han surgido desde los años 1990 han seguido el modelo de Sublime o Massive Attack, incorporándole al reggae elementos del rock, rap, música electrónica, música latinoamericana y world music, en un género que fue bautizado como reggae fusion.

## Iberoamérica
Iberoamérica, siempre receptiva a las tendencias de Estados Unidos y Reino Unido, eventualmente comenzaría a prestarle atención a los ritmos jamaiquinos, y las bandas y solistas del rock serían los primeros entre los músicos iberoamericanos en incursionar en el reggae y el ska.

### Argentina
La historia de incursiones argentinas en el reggae y el ska comenzó en 1965 cuando la banda de rock Los V.I.P's incluyó en su álbum Agujas y alfileres un cover en inglés del hit internacional «Shame and Scandal in the Family». En 1967, el cantante y tecladista Ronnie Montalbán, que venía de la banda argentina de rock Los Tammys, lanzó su álbum solista Señor caníbal, que incluía covers en inglés y en español de los éxitos internacionales del ska y rocksteady contemporáneos, más dos canciones originales que se convirtieron así en las primeras canciones de ska creadas en Argentina: «Ska my love» (compuesta por el productor de Montalbán, Jacko Zeller) y «Me quedé sin rhum» (compuesta por el propio Montalbán); no obstante, el álbum pasó desapercibido en la escena argentina de la época. A inicios de 1970 fue la primera llegada de un músico de reggae a Argentina, cuando Jimmy Cliff llegó y realizó una serie de presentaciones que incluyeron el Carnaval Beat en el Club Atlético Vélez Sarsfield junto a los mayores artistas del beat argentino contemporáneo. También ese año el cantante Donald lanzó su canción «Scaba badi bidu»: fue el primer reggae argentino cantado en español que fue un éxito masivo, con 180.000 copias vendidas. En los años posteriores, en Argentina hubo una caída en popularidad de los ritmos jamaiquinos, aun siendo que eran protagonistas de la escena global.
En 1980 las cosas comenzaron a cambiar. Lentamente, el régimen militar permitió una leve apertura hacia el rock, acaso como parte de un plan de captación del apoyo de los sectores jóvenes, que incluyó hasta una entrevista con los miembros de la banda argentina de rock progresivo Serú Girán. Esta leve disminución de la censura dictatorial motivó el regreso de una generación de artistas del rock argentino que había partido exiliada por la dictadura, y que en el exterior habían tenido contacto con el auge del reggae, ska y new wave (entre otros géneros). Aunque algo resistidos al principio (el público argentino de la época aún estaba demasiado apegado al rock progresivo y acústico), los nuevos sonidos fueron ganando cada vez más espacio en la escena argentina, especialmente a partir de la revitalización del rock argentino con la Guerra de Malvinas de 1982 y el posterior recambio generacional en la escena. Esta lenta incorporación del reggae rock se refleja en los siguientes álbumes debut de la época, que contenían al menos un tema de rock fusionado con ritmos jamaiquinos: en 1980 con Adonde quiera que voy de Punch; en 1981 con Wadu Wadu de Virus; en 1982 con Santaolalla de Gustavo Santaolalla, Música Pep de Los Helicópteros y los álbumes homónimos Los Abuelos de la Nada, ZAS, Suéter y Fontova Trío; en 1983 con La dicha en movimiento de Los Twist; en 1984 con los álbumes homónimos Soda Stereo, G.I.T. y Viuda e Hijas de Roque Enroll; y en 1985 con Divididos por la felicidad de Sumo.
A partir de 1986 empezaron a grabar sus álbumes debut bandas argentinas que tenían al reggae y al ska como géneros principales de sus repertorios, algo que ya se había vislumbrado con la Hurlingham Reggae Band (surgida en 1982 y separada en 1985, sin dejar discografía, cuando sus miembros decidieron priorizar a Sumo). Fue así que se lanzaron álbumes debut como: en 1986 Bares y fondas de Los Fabulosos Cadillacs; en 1987 El ritual de la banana de Los Pericos (evento identificado como el gran disparador del boom del reggae y ska en Argentina) y los homónimos Alphonso S'Entrega y Los Intocables; en 1988 con Underground en Latinoamérica de Los Calzones Rotos, Perez-Troika de La Sonora de Bruno Alberto y los homónimos La Zimbabwe y Todos Tus Muertos; y en 1989 con El milagro argentino de Los Auténticos Decadentes.
La hiperinflación de 1989 provocó un fuerte cambio en la escena del rock argentino, y a principios de los años 1990 la fusión de reggae y rock experimentó una caída en popularidad. Este fue un periodo particularmente difícil en las carreras de Los Fabulosos Cadillacs, Los Pericos y Los Auténticos Decadentes. No obstante, dichas bandas pudieron revertir la tendencia y revitalizar el género gracias a sus respectivos álbumes multipremiados Vasos vacíos (1993), Pampas Reggae (1994) y Mi vida loca (1995). Además de las mencionadas, otras bandas que se consagraron en los años 1990 y fusionaron elementos de reggae y rock fueron Las Pelotas, Divididos, Caballeros de La Quema, Bersuit Vergarabat, Kapanga y La Mosca Tsé-Tsé.
En los años 2000 el reggae rock argentino experimentó un gran boom con la consagración de números como Los Cafres, Fidel Nadal, Vicentico, Bahiano, Nonpalidece, Dancing Mood, Los Parraleños, Karamelo Santo, Intoxicados, Satelite Kingston, Riddim y Aztecas Tupro.
Pero fue en los años 2010 que el reggae rock argentino consiguió su más alto éxito en tiempos digitales: en 2010 Dread Mar-I lanzó su canción «Tú sin mí», fue un éxito rotundo en toda Latinoamérica y su videoclip en Youtube es, para el 26 de abril de 2020, el video más visto del rock argentino con 509.865.292 visitas. Otras bandas argentinas de reggae rock que se consagraron en los años 2010 fueron Los Caligaris, Científicos del Palo, RonDamon, Sig Ragga, Che Sudaka, Rosario Smowing y Kangrejoz.